# Halmbruchkrankheit

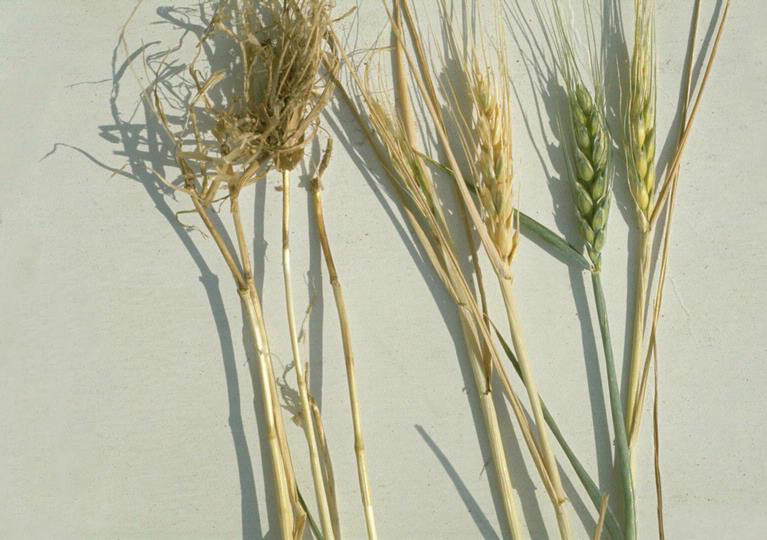
Halmbruch

Halmbruch (lat. Pseudocercosporella herpotrichoides) ist eine Pflanzenkrankheit, bei welcher die Stängel faulen und abbrechen. Diese Krankheit tritt ausschließlich im Getreide auf. Insbesondere Weizen ist anfällig. An der Halmbasis erscheinen ovale, spitz auslaufende Augenflecke. Durch die vermorschende Halmbasis knicken die Halme um.